# Кънчо Аврамов
Кънчо Маринов Аврамов е български скулптор и педагог.

## Биография
Роден е на 18 февруари 1941 г. във врачанското село Голямо Пещене. През 1968 г. завършва Висшия институт по изобразително изкуство „Николай Павлович“ в класа по „Скулптура“ на Секул Крумов.
След дипломирането си работи на свободна практика. От 1970 до 1974 г. е преподавател в Националното училище за изящни изкуства „Илия Петров“ в София. От 1974 г. работи като главен асистент по пластика в Националната художествена академия.
Участник в общи художествени изложби. През 1992 г. е награден с II награда от конкурса за изработка на герб за Република България. Автор е на следните български монети, с посочена година на емисия:
- 1981 г. – „1300 години България: Христо Ботев и Шандор Петьофи“ (в съавторство със Стефан Ненов и Дьорд Богнар);
- 1985 г. – „90 години организиран туризъм в България: Алеко Константинов“;
- 1987 г. – „150 години от рождението на Васил Левски“ (в съавторство с Тодор Варджиев);
- 1988 г. – „120 години от гибелта на Хаджи Димитър и Стефан Караджа“;
- 1988 г. – „Втори съвместен космически полет СССР – НРБ“;
- 1989 г. – „200 години от рождението на Васил Априлов“;
- 1989 г. – „120 години Българска академия на науките“;
- 1994 г. – „100 години гимнастика в България“ (в съавторство с Емил Аврамов);
- 1998 г. – „120 години от Освобождението на България от османско робство“ (в съавторство със Стефан Ненов);
- 1999 г. – „Тюлен-монах“ (в съавторство с Емил Аврамов);
- 2000 г. – „Асоцииране на България към Европейския съюз: Цар Тодор Светослав Тертер“.[2]

Умира през 2011 година. Негов син е Емил Аврамов, с когото има съвместни художествени проекти.